# تشارلز دوبين
كان فرانسوا بيير تشارلز دوبين (فارزي، 1784 - Paris، 1873) عالم رياضيات فرنسيًا.
تلميذ غاسبارد مونج في مدرسة الفنون التطبيقية ، سرعان ما أصبح مهندسًا بحريًا. من 1819 إلى 1854 كان محاضرًا في CNAM وفي عام 1822 انتخب عضوًا أجنبيًا في الأكاديمية الملكية السويدية للعلوم.
اشتهر برسم خريطة موضوعية عن الأمية في فرنسا عام 1826 ، وانتُخب في مجلس الشيوخ عام 1852 ، وقدم مفاهيم دوبين عن الظلال المتقارنة. وتمت تسمية دويرية دوبين (Dupin cyclide) و مؤشر دوبين (Dupin indicatrix) باسمه. 
كان عمله الرياضي في الهندسة الوصفية والتفاضلية.